# Paolo Caruso
Paolo Caruso (Palermo, 16 maggio 1956) è un percussionista italiano.

## Biografia
Inizia i suoi studi come autodidatta, approfondendo ritmi e strumenti a percussione dell’area afro-cubana e brasiliana. Successivamente frequenta i corsi specializzati della Drummers Collective di New York, studiando con insegnanti quali Frankie Malabe (Peter Erskine group) e Cyro Baptista (David Byrne, Paul Simon). Entra a far parte della band del cantautore Luca Carboni, con il quale effettua diverse tournée in Italia e all’estero. Partecipa al “Festival del Ritmo e delle Percussioni” esibendosi insieme ai batteristi Daniele Tedeschi (Vasco Rossi) e Walter Calloni (Lucio Battisti, PFM). Con il gruppo Cantodiscanto risulta tra i vincitori del Premio Recanati nel 1994. Dal 1997 dirige e coordina la scuola di samba Accademia Do Ritmo Afroeira. Ha collaborato con Felice Del Gaudio (basso) e Roberto Rossi (batteria) alla pubblicazione La Sezione Ritmica Brasiliana, edito nel 2002 dalla BMG Ricordi.
È noto anche per aver elaborato un'innovativa tecnica strumentale (both hands' style) per pandeiro e tamburello, pubblicato nel 2016 in un manuale multimediale sotto il titolo Tamburello per tutti.
Tra le sue collaborazioni in ambito italiano figurano Gianni Morandi, Luca Carboni, Neffa, Mietta, Funky Company (Jenny B), Sambahia, Stadio, Nomadi, Paolo Rossi, Tosca, Vinicio Capossela, Samuele Bersani, Bruno Lauzi, Kikkombo Group, Jazz Art Orchestra, Iskra Menarini, Francesca Alotta, Antonello Salis, Trio Bobo (Alessio Menconi, Faso e Christian Meyer). In ambito internazionale ha collaborato, tra gli altri, con Willy DeVille, Urban Cookies Collective, Vinx (Sting), Airto Moreira, Bob Moses, Tony Oxley, Marivaldo Paim, Eumir Deodato, Liron Man, Guinga, Margareth Menezes, Hamid Drake.

## Discografia
- Luca Carboni Luca Carboni (RCA Italiana, 1987)
- Irha A.N.C. (12", Attack Punk Records, Multimedia Attack, 1988)
- Tullio Ferro Nodo d'acqua (Targa Italiana/Bollicine srl, 1991)
- Stadio Stabiliamo un contatto (EMI Italiana, 1992)
- Moreno Corelli Post of Sedicianni (Biotto Registrazioni srl/Sony Music Entertainment Italy, 1993)
- Alberto Solfrini Solfrini al Roxy Bar (Virgin Dischi, 1993)
- Nelson Machado e Sambahia Iluminado (Araba Fenice, 1993)
- Rara Avis Live (1993)
- Alberto Solfrini Solfrini al Roxy Bar (Virgin Dischi, 1993)
- Daniele Fossati Daniele Fossati (RTI Music, 1994)
- Nomadi La settima onda (CGD East West, 1994)
- Gang Una volta per sempre (CGD, 1995)
- Vinicio Capossela Il ballo di San Vito (CGD East West, 1996)
- Simone Guiducci Simone Guiducci incontra Gianni Coscia - Scherzi, guizzi & nuove danze (Iktius, 1997)
- Frontera Almeno 3 volte (Mescal, 1997)
- Felice Del Gaudio Group Asylum (1997)
- Tosca Incontri e passaggi (1997)
- Ivan Valentini La casa azzurra (Mobydick, 1997)
- Cantodiscanto Cercando la terra (Ermitage, 1997)
- Najo Jazzin' ensemble (Ideasuoni, 1998)
- Guglielmo Tasca Arà (Compagnia Nuove Indye, 1998)
- Mauro Patricelli Musiche originali da "Kiss Me Jesus" (2000)
- Neffa Arrivi e partenze (Mercury, 2001)
- Gaspare Bernardi L'arco terrestre (Amiata Records, 2001)
- Cantodiscanto Medinsud (Forrest Hill Records, 2001)
- Neffa I molteplici mondi di Giovanni, il cantante Neffa (Sony, 2003)
- Afroeira Live! (2003)
- Cantodiscanto Malmediterraneo (Forrest Hill Records, 2003)
- Bruno Lauzi CioccoLatino (Rai Trade, 2006)
- Neffa Alla fine della notte (Sony Music, 2006)
- Nueva Onda Jinetero (2007)
- Afroeira Tambores (Twins104, 2007)
- Rita Botto Donna Rita / Ethnea (Kind of Blue, 2007)
- Jazz Art Orchestra Drums and Jao (2008)
- Tonino Zurlo Nuzzole e pparolu (AnimaMundi, 2009)
- Iskra Quasi amore (Sony Music, 2009)
- Cantodiscanto Tutto il mondo è paese (Materiali Sonori, 2010)
- Joe Dibrutto Presa diretta (2012)
- Rita Botto Ninnaò (Retro Gold, 2012)
- Guido Sodo Esperando Sono (Materiali Sonori, 2013)
- Paolo Caruso Nessuno (Twins104, 2014)